# Limbek János
Limbek János (Gáta, 1800. szeptember 8. – Székesfehérvár, 1865. július 15.) teológiai baccalaureus és a kánonjog doktora, apát-kanonok és hittanár.

## Életútja
Mint növendékpap a székesfehérvári egyházmegyébe lépett és 1821-től 1825-ig a pesti központi papnevelőben teológus volt. 1826-ban szenteltetett fel miséspappá és káplán volt nyolc évig és 11 hónapig Ráckevén, ahol a kolerajárvány betegeinek gyógyításában szerzett érdemeket, és Bodajkon. Azután négy évig volt a székesfehérvári papnövendékek tanulmányi felügyelője és a konzisztórium helyettes jegyzője, 1837-ben a püspöki líceumban teológiai tanár és házasságvédő. 1837-től 1851-ig a helybeli katonaság lelkésze. 1851-ben kanonoknak nevezték ki. 1852-ben a Ferenc József-rend lovagja, 1855-ben Szent Gellértről nevezett csanádi apát lett. Meghalt 1865. július 15-én Székesfehérvárt. Végrendeletileg a városi kórházra 1200 forintot, a gáti iskolára 1000 forintot, a székesfehérvári püspöki templom restaurálására 10 000 forintot hagyott.

## Munkája
- A közönséges keresztény vitéz rend ájtatossága. Székesfehérvár, 1837. (Katonák számára.)